# Belgian Journal of Botany
Belgian Journal of Botany was een botanisch tijdschrift van de Koninklijke Belgische Botanische Vereniging. Het tijdschrift verscheen sinds 1990 als voortzetting van Bulletin de la Société Royale de Botanique de Belgique, dat sinds 1862 verscheen. Elk jaar verschenen twee delen in zowel een papieren als een online versie. In 2010 ging Belgian Journal of Botany samen met het tijdschrift Systematics and Geography of Plants van de Nationale Plantentuin van België op in Plant Ecology and Evolution.
Het tijdschrift publiceerde over alle aspecten van de plantkunde. Er werden overzichtsartikelen, onderzoeksartikelen, korte mededelingen, boekrecensies en brieven voor de redacteur gepubliceerd. 
In botanische literatuurverwijzingen wordt vaak de standaardafkorting 'Belg. J. Bot.' gebruikt.